# Nerusis
Els nerusis (llatí: Nerusii) foren un poble gal alpí esmentat per Plini el Vell entre els que figuren al Trofeu dels Alps, entre els oratels i els vel·lavis (velauni). La seva capital fou Vintium (moderna Vença), i era a l'oest del riu Var, no gaire lluny de Niça.